# Divisiones administrativas de Shandong
Shandong, provincia de la República Popular China, está formada por las siguientes divisiones administrativas:
- 17 Divisiones de Nivel de Prefectura
  - 17 Ciudades de Nivel de Prefectura (2 de ellas Ciudades Subprovinciales)
- 140 Divisiones de Nivel de Distrito
  - 31 Ciudades de Nivel de Distrito
  - 60 Distritos
  - 49 Sectores
- 1917 Divisiones de Nivel de Municipio
  -  ? Pueblos
  -  ? Municipios
  -  ? Subsectores

Este cuadro muestra todas las Divisiones de Nivel de Prefectura y de Nivel de Distrito.
Atención: la lista está incompleta
| Nivel de Prefectura                      | Nivel de Distrito      | Nivel de Distrito  | Nivel de Distrito |
| Nivel de Prefectura                      | Nombre                 | chino simplificado | Pinyin            |
| ---------------------------------------- | ---------------------- | ------------------ | ----------------- |
| Ciudad de Jinan 济南市 Jǐnán Shì         | Sector de Shizhong *   | 市中区             | Shìzhōng Qū       |
| Ciudad de Jinan 济南市 Jǐnán Shì         | Sector de Lixia        | 历下区             | Lìxià Qū          |
| Ciudad de Jinan 济南市 Jǐnán Shì         | Sector de Tianqiao     | 天桥区             | Tiānqiáo Qū       |
| Ciudad de Jinan 济南市 Jǐnán Shì         | Sector de Huaiyin      | 槐荫区             | Huáiyīn Qū        |
| Ciudad de Jinan 济南市 Jǐnán Shì         | Sector de Licheng      | 历城区             | Lìchéng Qū        |
| Ciudad de Jinan 济南市 Jǐnán Shì         | Sector de Changqing    | 长清区             | Chángqīng Qū      |
| Ciudad de Jinan 济南市 Jǐnán Shì         | Ciudad de Zhangqiu     | 章丘市             | Zhāngqīu Shì      |
| Ciudad de Jinan 济南市 Jǐnán Shì         | Distrito de Pingyin    | 平阴县             | Píngyīn Xiàn      |
| Ciudad de Jinan 济南市 Jǐnán Shì         | Distrito de Jiyang     | 济阳县             | Jǐyáng Xiàn       |
| Ciudad de Jinan 济南市 Jǐnán Shì         | Distrito de Shanghe    | 商河县             | shānghé Xiàn      |
| Ciudad de Qingdao 青岛市 Qīngdǎo Shì     | Sector de Shinan*      | 市南区             | Shìnán Qū         |
| Ciudad de Qingdao 青岛市 Qīngdǎo Shì     | Sector de Shibei       | 市北区             | Shìběi Qū         |
| Ciudad de Qingdao 青岛市 Qīngdǎo Shì     | Sector de Chengyang    | 城阳区             | Chéngyáng Qū      |
| Ciudad de Qingdao 青岛市 Qīngdǎo Shì     | Sector de Sifang       | 四方区             | Sìfāng Qū         |
| Ciudad de Qingdao 青岛市 Qīngdǎo Shì     | Sector de Licang       | 李沧区             | Lǐcāng Qū         |
| Ciudad de Qingdao 青岛市 Qīngdǎo Shì     | Sector de Huangdao     | 黄岛区             | Huángdǎo Qū       |
| Ciudad de Qingdao 青岛市 Qīngdǎo Shì     | Sector de Laoshan      | 崂山区             | Láoshān Qū        |
| Ciudad de Qingdao 青岛市 Qīngdǎo Shì     | Ciudad de Jiaonan      | 胶南市             | Jiāonán Shì       |
| Ciudad de Qingdao 青岛市 Qīngdǎo Shì     | Ciudad de Jiaozhou     | 胶州市             | Jiāozhōu Shì      |
| Ciudad de Qingdao 青岛市 Qīngdǎo Shì     | Ciudad de Pingdu       | 平度市             | Píngdù Shì        |
| Ciudad de Qingdao 青岛市 Qīngdǎo Shì     | Ciudad de Laixi        | 莱西市             | Láixī Shì         |
| Ciudad de Qingdao 青岛市 Qīngdǎo Shì     | Ciudad de Jimo         | 即墨市             | Jìmò Shì          |
| Ciudad de Zibo 淄博市 Zībó Shì           | Sector de ZhangDian*   | 张店区             | Zhāngdiàn Qū      |
| Ciudad de Zibo 淄博市 Zībó Shì           | Sector de Linzi        | 临淄区             | Línzī Qū          |
| Ciudad de Zibo 淄博市 Zībó Shì           | Sector de Zichuan      | 淄川区             | Zīchuān Qū        |
| Ciudad de Zibo 淄博市 Zībó Shì           | Sector de Boshan       | 博山区             | Bóshān Qū         |
| Ciudad de Zibo 淄博市 Zībó Shì           | Sector de Zhoucun      | 周村区             | Zhōucūn Qū        |
| Ciudad de Zibo 淄博市 Zībó Shì           | Huantai County         | 桓台县             | Huántái Xiàn      |
| Ciudad de Zibo 淄博市 Zībó Shì           | Gaoqing County         | 高青县             | Gāoqīing Xiàn     |
| Ciudad de Zibo 淄博市 Zībó Shì           | Yiyuan County          | 沂源县             | Yíyuán Xiàn       |
| Ciudad de Zaozhuang 枣庄市 Zǎozhuāng Shì | Sector de Shizhong*    | 市中区             | Shìzhōng Qū       |
| Ciudad de Zaozhuang 枣庄市 Zǎozhuāng Shì | Sector de Shangting    | 山亭区             | Shāntíng Qū       |
| Ciudad de Zaozhuang 枣庄市 Zǎozhuāng Shì | Sector de Yicheng      | 峄城区             | Yìchéng Qū        |
| Ciudad de Zaozhuang 枣庄市 Zǎozhuāng Shì | Sector de Tai'erzhuang | 台儿庄区           | Tái'érzhuāng Qū   |
| Ciudad de Zaozhuang 枣庄市 Zǎozhuāng Shì | Sector de Xuecheng     | 薛城区             | Xuēchéng Qū       |
| Ciudad de Zaozhuang 枣庄市 Zǎozhuāng Shì | Ciudad de Tengzhou     | 滕州市             | Téngzhōu Shì      |
| Ciudad de Dongyin 东营市 Dōngyíng Shì    |                        |                    |                   |

 * Sede del gobierno
- Datos: Q2526056